# Scheldeprijs Vlaanderen 2009
Lo Scheldeprijs Vlaanderen 2009, novantacinquesima edizione della corsa, valido come evento dell'UCI Europe Tour 2009 categoria 1.HC, si svolse il 15 aprile 2009 per un percorso di 200 km. Fu vinto dall'italiano Alessandro Petacchi, che terminò la gara in 4h27'20" alla media di 44,888 km/h.
Furono 94 i ciclisti in totale che portarono a termine il percorso.

## Ordine d'arrivo (Top 10)
| Pos. | Corridore             | Squadra       | Tempo    |
| ---- | --------------------- | ------------- | -------- |
| 1    | Alessandro Petacchi   | LPR Brakes    | 4h27'20" |
| 2    | Kenny van Hummel      | Skil-Shimano  | s.t.     |
| 3    | Dominique Rollin      | Cervélo       | s.t.     |
| 4    | Antonio Cruz          | BMC           | s.t.     |
| 5    | Peter Wrolich         | Milram        | s.t.     |
| 6    | Harald Starzengruber  | Elk Haus      | s.t.     |
| 7    | Björn Schröder        | Milram        | s.t.     |
| 8    | José Antonio Carrasco | Andalucia     | s.t.     |
| 9    | Bernhard Eisel        | Columbia      | s.t.     |
| 10   | James Vanlandschoot   | Verandas Wil. | s.t.     |